# Nomadland
Nomadland is een Amerikaanse dramafilm uit 2020 die geschreven en geregisseerd werd door Chloé Zhao. De film werd geïnspireerd door het gelijknamig non-fictieboek van schrijfster Jessica Bruder. De hoofdrollen worden vertolkt door Frances McDormand en David Strathairn.
Nomadland werd in 2020 op het filmfestival van Venetië bekroond met de Gouden Leeuw en won in 2021 drie Oscars, waaronder die voor beste film.

## Verhaal
In 2011 verliest Fern midden in de kredietcrisis haar baan nadat de Amerikaanse gipsfabriek in Empire (Nevada) is gesloten. Ze werkte daar al jaren samen met haar man, die onlangs is overleden. Fern verkoopt de meeste van haar bezittingen en koopt een busje om in te wonen en door het land te reizen op zoek naar werk. Ze neemt de hele winter een seizoensbaan bij een Amazon-distributiecentrum.
In de loop van de film leert ze lotgenoten kennen en ze keert uiteindelijk terug naar Empire om afscheid te nemen van de spullen die ze had achtergelaten in een opslag.

## Rolverdeling
| Acteur            | Personage        |
| ----------------- | ---------------- |
| Frances McDormand | Fern             |
| David Strathairn  | Dave             |
| Linda May         | Linda May        |
| Charlene Swankie  | Charlene Swankie |
| Bob Wells         | Bob Wells        |
| Melissa Smith     | Dolly            |

## Productie
In 2017 bracht schrijfster Jessica Bruder met Nomadland: Surviving America in the Twenty-First Century een non-fictieboek uit waarin ze beschreef hoe Amerikaanse arbeiders die getroffen werden door de Grote Recessie als hedendaagse nomaden door het land reisden om een nieuwe baan te vinden. De rechten op het boek werden in 2017 verkocht aan actrice Frances McDormand en producent Peter Spears.
Chloé Zhao werd in 2018 ingeschakeld om een script te schrijven en het filmproject te regisseren. McDormand wierf Zhao aan na het zien van haar film The Rider (2017). In februari 2019 raakte bekend dat Searchlight Pictures het project zou distribueren en werd de casting van David Strathairn bekendgemaakt. Net als in Zhao's eerste twee films werd de rest van de cast aangevuld met niet-professionele acteurs. De opnames duurden vier maanden en vonden plaats in zeven staten. Er werd gefilmd in onder meer Black Rock Desert in Nevada, de badlands van South Dakota en op de bietenvelden van Nebraska.

## Release
De film ging op 11 september 2020 in première op de filmfestivals van Venetië en Toronto (TIFF). Op 4 december 2020 werd de film in een beperkt aantal Amerikaanse bioscopen uitgebracht. In Europa is de film op 30 april 2021 uitgebracht via streamingdienst Disney+.

## Prijzen en nominaties
| Jaar | Prijs / Festival          | Categorie                  | Genomineerde(n)           | Uitslag     |
| ---- | ------------------------- | -------------------------- | ------------------------- | ----------- |
| 2020 | Filmfestival van Venetië  | Gouden Leeuw               | Chloé Zhao                | Gewonnen    |
| 2020 | Filmfestival van Toronto  | Publieksprijs              | Chloé Zhao                | Gewonnen    |
| 2020 | Filmfestival van Leiden   | American Indie Competition | Chloé Zhao                | Gewonnen    |
| 2021 | National Board of Review  | Top 10 films van het jaar  | Top 10 films van het jaar | Gewonnen    |
| 2021 | National Board of Review  | Beste camerawerk           | Joshua James Richards     | Gewonnen    |
| 2021 | Golden Globes             | Beste dramafilm            | Beste dramafilm           | Gewonnen    |
| 2021 | Golden Globes             | Beste regie                | Chloé Zhao                | Gewonnen    |
| 2021 | Golden Globes             | Beste actrice (drama)      | Frances McDormand         | Genomineerd |
| 2021 | Golden Globes             | Beste scenario             | Chloé Zhao                | Genomineerd |
| 2021 | Critics' Choice Awards    | Beste film                 | Beste film                | Gewonnen    |
| 2021 | Critics' Choice Awards    | Beste regie                | Chloé Zhao                | Gewonnen    |
| 2021 | Critics' Choice Awards    | Beste actrice              | Frances McDormand         | Genomineerd |
| 2021 | Critics' Choice Awards    | Beste bewerkte scenario    | Chloé Zhao                | Gewonnen    |
| 2021 | Critics' Choice Awards    | Beste camerawerk           | Joshua James Richards     | Gewonnen    |
| 2021 | Critics' Choice Awards    | Beste montage              | Chloé Zhao                | Genomineerd |
| 2021 | BAFTA Awards              | Beste film                 | Beste film                | Gewonnen    |
| 2021 | BAFTA Awards              | Beste regie                | Chloé Zhao                | Gewonnen    |
| 2021 | BAFTA Awards              | Beste actrice              | Frances McDormand         | Gewonnen    |
| 2021 | BAFTA Awards              | Beste bewerkte scenario    | Chloé Zhao                | Genomineerd |
| 2021 | BAFTA Awards              | Beste camerawerk           | Joshua James Richards     | Gewonnen    |
| 2021 | BAFTA Awards              | Beste montage              | Chloé Zhao                | Genomineerd |
| 2021 | BAFTA Awards              | Beste geluid               | Chloé Zhao                | Genomineerd |
| 2021 | Independent Spirit Awards | Beste film                 | Beste film                | Gewonnen    |
| 2021 | Independent Spirit Awards | Beste regie                | Chloé Zhao                | Gewonnen    |
| 2021 | Independent Spirit Awards | Beste actrice              | Frances McDormand         | Genomineerd |
| 2021 | Independent Spirit Awards | Beste camerawerk           | Joshua James Richards     | Gewonnen    |
| 2021 | Independent Spirit Awards | Beste montage              | Chloé Zhao                | Gewonnen    |
| 2021 | Academy Awards            | Beste film                 | Beste film                | Gewonnen    |
| 2021 | Academy Awards            | Beste regie                | Chloé Zhao                | Gewonnen    |
| 2021 | Academy Awards            | Beste actrice              | Frances McDormand         | Gewonnen    |
| 2021 | Academy Awards            | Beste bewerkte scenario    | Chloé Zhao                | Genomineerd |
| 2021 | Academy Awards            | Beste camerawerk           | Joshua James Richards     | Genomineerd |
| 2021 | Academy Awards            | Beste montage              | Chloé Zhao                | Genomineerd |